# Mikrofinansowanie

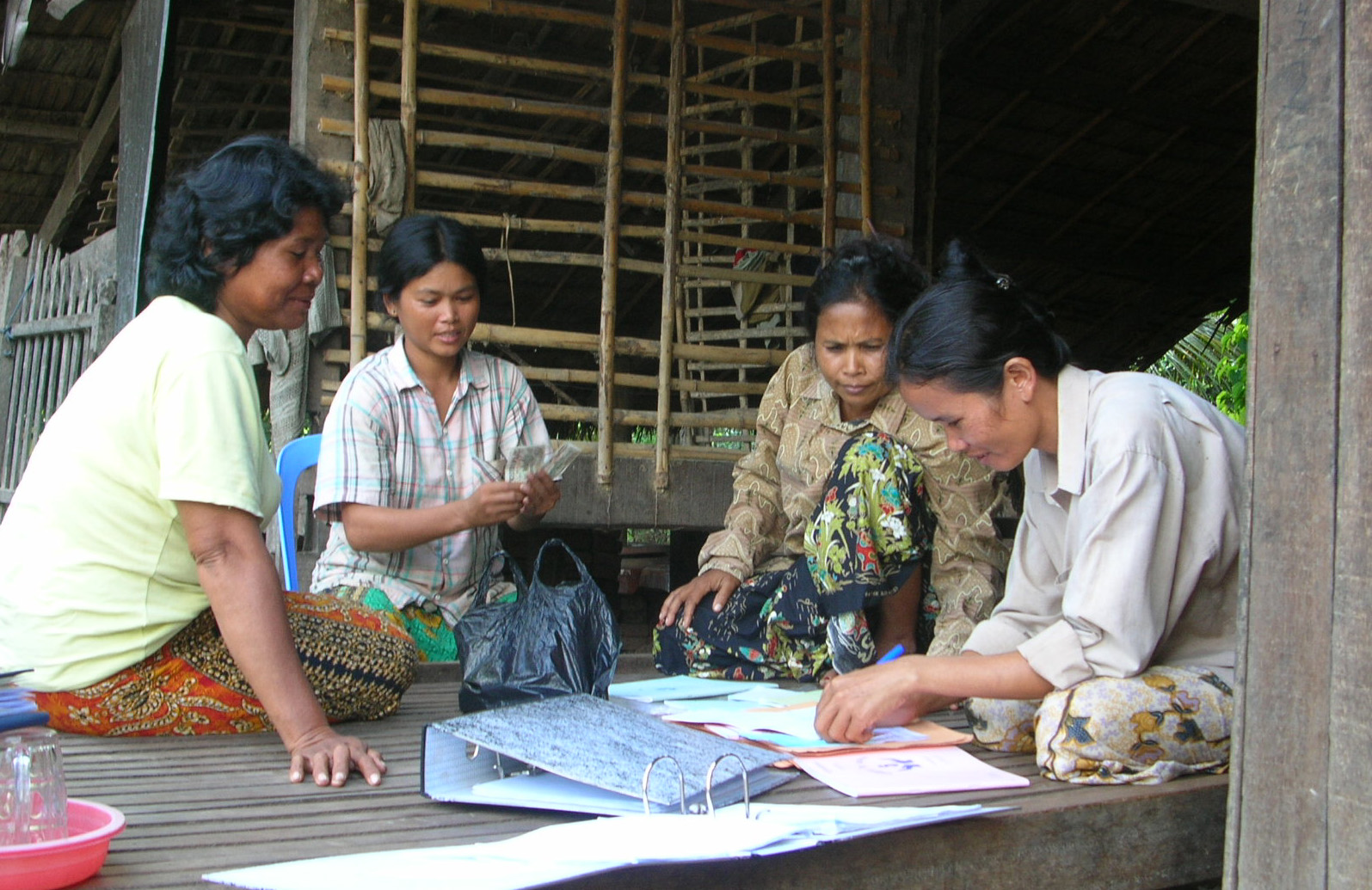
Bank oszczędnościowy oferujący mikrofinansowanie w Kambodży

Mikrofinansowanie (ang. microfinance) – świadczenie usług bankowych najczęściej przez niewielkie, lokalne instytucje, które nie boją się podjąć ryzyka, próbując w indywidualny sposób rozwiązać problem dotarcia z usługami bankowymi do wszystkich grup społecznych. 

## Opis
Mikrofinansowanie jest związane z udzielaniem pożyczek dla ludzi ubogich, zwłaszcza tych mieszkających w krajach rozwijających się. Celem tego jest pomoc ludności lokalnej i rozwój przedsiębiorczości wśród ludzi biednych. Mikrofinansowanie odbywa się poprzez udzielenia mikropożyczek lub mikrokredytów.
W mikrofinansowaniu nie występują zabezpieczenia znane w krajach rozwiniętych. Najczęściej udzielenie tego typu kredytu/pożyczki jest oparte na:
- nawiązaniu osobistej relacji z pożyczkobiorcą
- grupowej odpowiedzialności za spłatę
- presji otoczenia